# Sinagoga española de Venecia
La Sinagoga Scuola Spagnola o Scola Ponentina, es un antiguo lugar de culto judío de rito sefardí en Venecia que data del siglo XVI.

## Historia

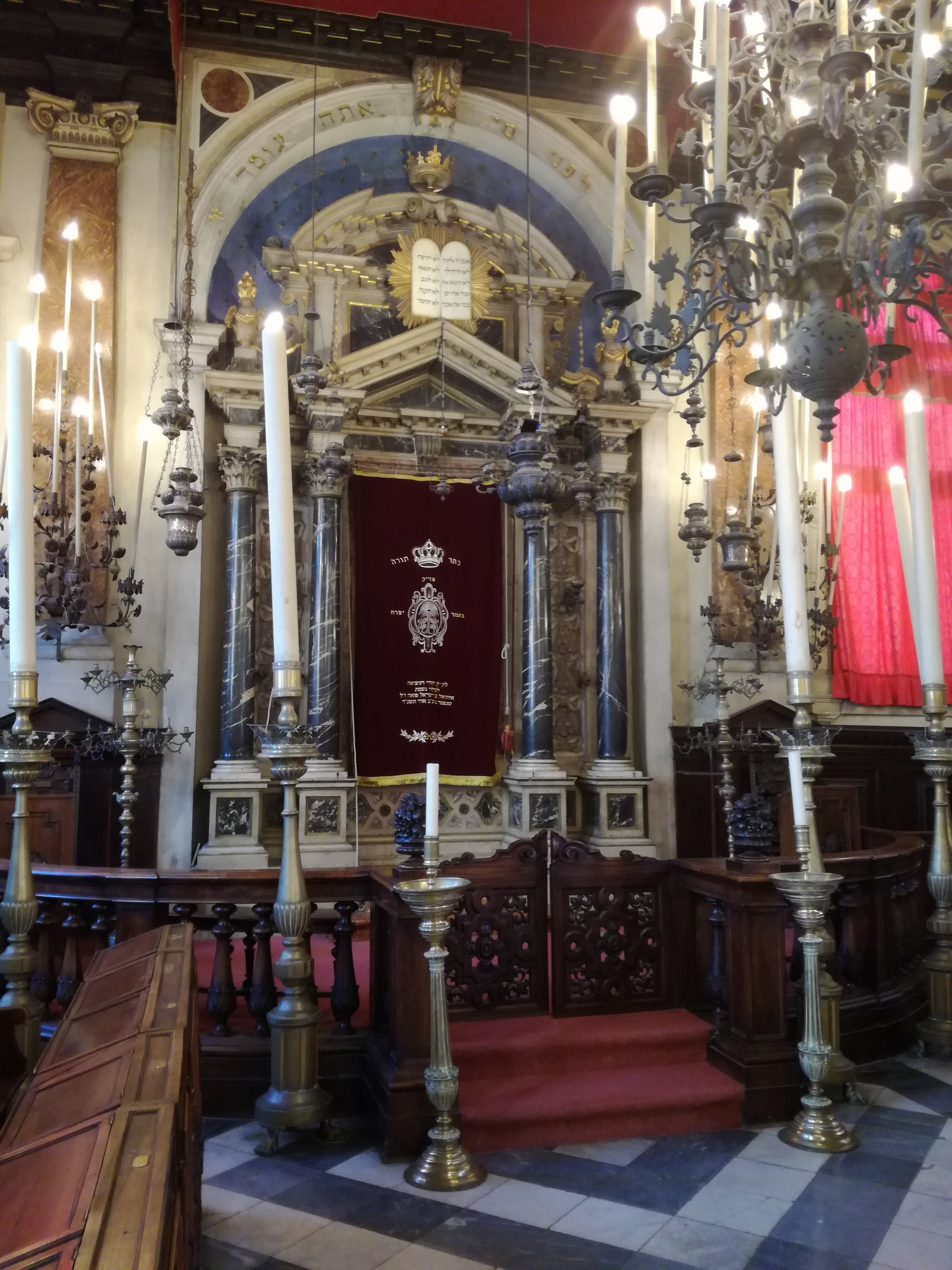
Interior.

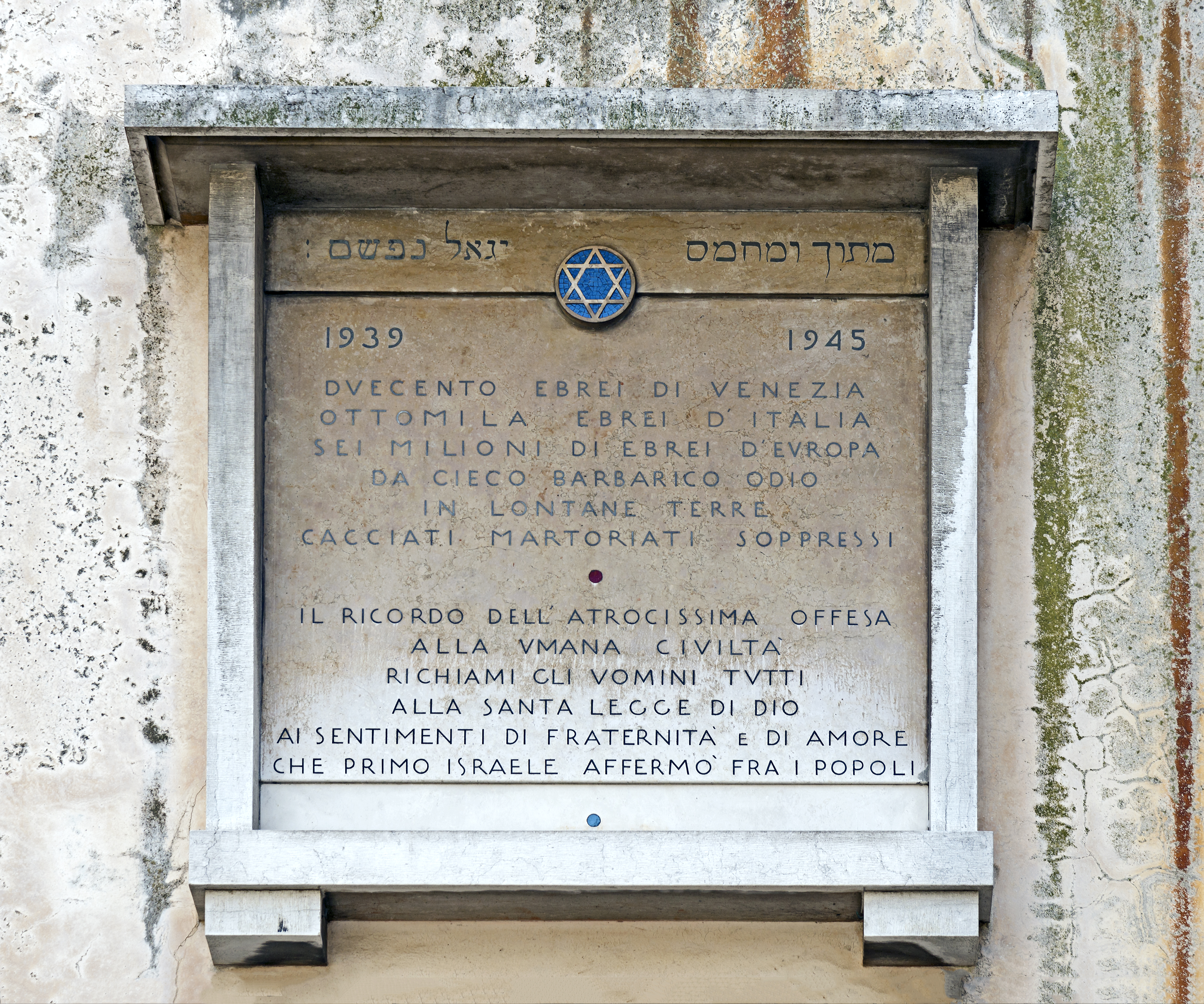
Epígrafe en el exterior que recuerda las deportaciones de judíos de toda Europa a campos de exterminio.

La sinagoga, de rito sefardí,  fundada por judíos descendientes de novocristianos portugueses y españoles —convertidos al catolicismo y reconvertidos al judaísmo en europa occidental— que llegaron a Venecia, por lo general a través de Ámsterdam, Livorno y Ferrara, en la década de 1550. 
En 1581 sufrió una reconstrucción casi completa basada en un proyecto del arquitecto veneciano Baldassare Longhena. y nuevamente reformada en 1635.

## Descripción
Esta y las otras sinagogas caracterizan las áreas del gueto veneciano en el distrito Cannaregio de Venecia. Su presencia es discreta porque apenas son reconocibles desde el exterior.  Solo las ventanas, más grandes que las modestas aberturas de las casas, revelan su presencia sumamente mimetizada con los otros edificios en los que a menudo se confunde. Al ingresar, muestra el esplendor de lo que cuanto aún se conserva.
La Scola se encuentra en el Campiello de le Scuole en el área del Ghetto Vecchio, y es la sinagoga de mayores dimensiones de todo el gueto. La fachada exterior es relativamente sencilla, dispuesta en tres plantas. El portal de acceso se ubica en la esquina y en la planta principal hay cuatro grandes ventanales de una sola lanceta con un arco de medio punto. El atrio conduce a la escalera que conduce al piso de la sala de la sinagoga. Tradicionalmente, la habitación tiene un plan rectangular, con bimah y arón ha-kódesh dispuestos simétricamente en las paredes menores y los bancos dispuestos a lo largo de las paredes más grandes.
En la planta baja del edificio se conservan algunos equipamientos y muebles de la antigua escuela Kohanim, una sinagoga privada que una vez estuvo ubicada en el Ghetto Novo.